# Enric IV (Pirandello)
Enric IV és una tragèdia en tres actes de Luigi Pirandello. Paregut el 1921, va ser estrenat al Teatre Manzoni de Milà el 24 de febrer de 1922. Presenta dos dels temes més constants de Pirandello: el temps i la bogeria i explora temes com la identitat, la realitat i la ficció.
A través del personatge d'Enric IV, Pirandello examina la fragilitat de l'esperit humà i els límits entre la realitat i la ficció. L'obra convida a reflexionar sobre la manera en què construïm i mantenim les nostres pròpies identitats i com podem ser captius de les nostres il·lusions i dels papers que interpretem a la vida.
Va ser traduït al català Bonaventura Vallespinosa Salvat el 1987. El 1989 el Teatre del Sol de Sabadell va estrenar la nova sala amb Enric IV. El juliol de 2001 va ser estrenat en una nova traducció de Carlota Subirós al festival Grec de Barcelona, amb Lluís Soler i Auladell en el paper d'Enric IV i Àngels Poch, dirigit per Helena Pimenta.
El 1984 Marco Bellocchio en va fer el film Enrico IV amb com actors Marcello Mastroianni, Claudia Cardinale, Leopoldo Trieste, Paolo Bonacelli, Gianfelice Imparato i Luciano Bartoli.

## Argument
A començament del segle xx, uns amics nobles d'Úmbria decideixen d'organitzar una cavalcada de personatges històrics amb vestits d'època. Un d'ells tria el paper d'Enric IV de Francònia (1050-1106). Durant la festa, el fals Enric cau del cavall i d'aleshores ençà, creu que realment és Enric IV. La família decideix no anar en contra de la folia i endreça unes habitacions de la vil·la en castell d'Enric. Contracten quatre actors que tenen el paper de consellers secrets de Landolfo, Arialdo, Ordulfo i Bertoldo. Els altres membres de la família, el metge i altres visitants es disfressen segons les circumstàncies.
Després de dotze anys de bogeria, recupera el seny, però decideix a continuar a jugar el seu paper. A mitjan segon acte es desvela als seus consellers. Tots quatre surten confusos i es demanen, què passa, «és boig o ha tornat a trobar el seny». Enric IV les proposa de continuar la burla, per continuar divertint-se a costa d'altres amb qui té alguns comptes oberts. També els avisa que si revelen que està curat, perdran la feina, si ans al contrari mantenen la burla, podrien continuar divertint-se.